# Tritopterna
Tritopterna är ett släkte av fjärilar. Tritopterna ingår i familjen vecklare.
Kladogram enligt Catalogue of Life:
| Tritopterna | \| \| Tritopterna anastrepta \| \| \| \| \| \| Tritopterna chionostoma \| \| \| \| \| \| Tritopterna eocnephaea \| \| \| \| \| \| Tritopterna galena \| \| \| \| |
|             | \| \| Tritopterna anastrepta \| \| \| \| \| \| Tritopterna chionostoma \| \| \| \| \| \| Tritopterna eocnephaea \| \| \| \| \| \| Tritopterna galena \| \| \| \| |
|             | Tritopterna anastrepta |
|             | |
|             | Tritopterna chionostoma |
|             | |
|             | Tritopterna eocnephaea |
|             | |
|             | Tritopterna galena |
|             | |